# Copa de Georgia
La Copa de Georgia (en georgiano, საქართველოს თასი) es la principal competición por eliminación directa de fútbol en Georgia y está organizada por la Federación de Fútbol de Georgia. Desde 2001 la copa lleva el nombre de David Kipiani en honor a un exfutbolista y entrenador soviético-georgiano fallecido aquel año.
Desde 1944 hasta 1989 se celebró la Copa de la República Socialista Soviética de Georgia, desde 1990 se disputa como República Independiente.
El campeón accede a la segunda ronda de clasificación de la Liga Europa de la UEFA, y disputa la Supercopa de Georgia con el campeón de la liga.

## Palmarés

### Era soviética
| - 1944: Team of Sukhumi - 1945: Dinamo Sukhumi - 1946: Burevestnik Tbilisi - 1947: Dinamo Batumi - 1948: Dinamo Sukhumi - 1949: Factory of Dimitrov - 1950: TODO Tbilisi - 1951: TTU Tbilisi - 1952: TTU Tbilisi - 1953: Dinamo Kutaisi - 1954: TTU Tbilisi - 1955: Dinamo Kutaisi - 1956: Lokomotiv Tbilisi - 1957: TTU Tbilisi - 1958: Dinamo Batumi - 1959: Kolmeurne Makharadze - 1960: Kolmeurne Makharadze - 1961: SKIF Tbilisi - 1962: Metallurg Zestafoni - 1963: Imereti Kutaisi - 1964: Meshakhte Tkibuli - 1965: Guria Lanchkhuti - 1966: Guria Lanchkhuti | - 1967: Sinatle Tbilisi - 1968: Sinatle Tbilisi - 1969: Sinatle Tbilisi - 1970: Egrisi Tskhakaya - 1971: Guria Lanchkhuti - 1972: Kakheti Telavi - 1973: Dinamo Zugdidi - 1974: Metallurg Rustavi - 1975: SKIF Tbilisi - 1976: Meshakhte Tkibuli - 1977: Nadikvari Telavi - 1978: Magaroeli Chiatura - 1979: Magaroeli Chiatura - 1980: Sulori Vani - 1981: Sulori Vani - 1982: Mertskhali Makharadze - 1983: Tbilisskij Zooveterinarnyj Institut - 1984: Dinamo Zugdidi - 1985: Imedi Tbilisi - 1986: Madneuli Bolnisi - 1987: Spartak Tskhinvali - 1988: Shadrevani 83 Tskhaltubo - 1989: Shadrevani 83 Tskhaltubo |

### República Independiente
| Temporada | Campeón             | Resultado        | Finalista             | Sede de la final                   |
| --------- | ------------------- | ---------------- | --------------------- | ---------------------------------- |
| 1990      | Guria Lanchkhuti    | 1 - 0            | Tskhumi Sukhumi       | Estadio Boris Paichadze, Tbilisi   |
| 1991-92   | Dinamo Tbilisi      | 3 - 1            | Tskhumi Sukhumi       | Estadio Boris Paichadze, Tbilisi   |
| 1992-93   | Dinamo Tbilisi      | 4 - 2            | FC Batumi             | Estadio Boris Paichadze, Tbilisi   |
| 1993-94   | Dinamo Tbilisi      | 1 - 0            | Metalurgi Rustavi     | Estadio Boris Paichadze, Tbilisi   |
| 1994-95   | Dinamo Tbilisi      | 1 - 0            | Dinamo Batumi         | Estadio Boris Paichadze, Tbilisi   |
| 1995-96   | Dinamo Tbilisi      | 1 - 0            | Dinamo Batumi         | Estadio Boris Paichadze, Tbilisi   |
| 1996-97   | Dinamo Tbilisi      | 1 - 0            | Dinamo Batumi         | Estadio Boris Paichadze, Tbilisi   |
| 1997-98   | Dinamo Batumi       | 2 - 1            | Dinamo Tbilisi        | Estadio Boris Paichadze, Tbilisi   |
| 1998-99   | Torpedo Kutaisi     | 0 - 0 (4-2 pen.) | Samgurali Tskhaltubo  | Estadio Boris Paichadze, Tbilisi   |
| 1999-00   | Lokomotivi Tbilisi  | 0 - 0 (4-2 pen.) | Torpedo Kutaisi       | Estadio Boris Paichadze, Tbilisi   |
| 2000-01   | Torpedo Kutaisi     | 0 - 0 (4-3 pen.) | Lokomotivi Tbilisi    | Estadio Boris Paichadze, Tbilisi   |
| 2001-02   | Lokomotivi Tbilisi  | 2 - 0            | Torpedo Kutaisi       | Estadio Boris Paichadze, Tbilisi   |
| 2002-03   | Dinamo Tbilisi      | 3 - 1            | Sioni Bolnisi         | Estadio Mikheil Meskhi, Tbilisi    |
| 2003-04   | Dinamo Tbilisi      | 2 - 1            | Torpedo Kutaisi       | Estadio Mikheil Meskhi, Tbilisi    |
| 2004-05   | Lokomotivi Tbilisi  | 2 - 0            | FC Zestafoni          | Estadio Boris Paichadze, Tbilisi   |
| 2005-06   | Ameri Tbilisi       | 2 - 2 (4-3 pen.) | FC Zestafoni          | Estadio Mikheil Meskhi, Tbilisi    |
| 2006-07   | Ameri Tbilisi       | 1 - 0            | FC Zestafoni          | Estadio Boris Paichadze, Tbilisi   |
| 2007-08   | FC Zestafoni        | 2 - 1            | Ameri Tbilisi         | Estadio Boris Paichadze, Tbilisi   |
| 2008-09   | Dinamo Tbilisi      | 1 - 1 (2-0 pen.) | Olimpi Rustavi        | Estadio Mikheil Meskhi, Tbilisi    |
| 2009-10   | WIT Georgia Tbilisi | 1 - 0            | Dinamo Tbilisi        | Estadio Boris Paichadze, Tbilisi   |
| 2010-11   | FC Gagra            | 1 - 0            | Torpedo Kutaisi       | Estadio Boris Paichadze, Tbilisi   |
| 2011-12   | Dila Gori           | 4 - 1            | FC Zestafoni          | Estadio Mikheil Meskhi, Tbilisi    |
| 2012-13   | Dinamo Tbilisi      | 3 - 1            | Chikhura Sachkhere    | Estadio Mikheil Meskhi, Tbilisi    |
| 2013-14   | Dinamo Tbilisi      | 2 - 1            | Chikhura Sachkhere    | Estadio Mikheil Meskhi, Tbilisi    |
| 2014-15   | Dinamo Tbilisi      | 5 - 0            | FC Samtredia          | Estadio Mikheil Meskhi, Tbilisi    |
| 2015-16   | Dinamo Tbilisi      | 1 - 0            | Sioni Bolnisi         | Estadio Ramaz Shengelia, Kutaisi   |
| 2016      | Torpedo Kutaisi     | 2 - 1            | Merani Martvili       | Estadio David Abashidze, Zestafoni |
| 2017      | Chikhura Sachkhere  | 0 - 0 (4-3 pen.) | Torpedo Kutaisi       | Estadio Tengiz Burjanadze, Gori    |
| 2018      | Torpedo Kutaisi     | 2 - 2 (4-2 pen.) | FC Gagra              | Estadio Angisa, Batumi             |
| 2019      | Saburtalo Tbilisi   | 3 - 1            | Lokomotivi Tbilisi    | Estadio Tengiz Burjanadze, Gori    |
| 2020      | FC Gagra            | 0 - 0 (5-3 pen.) | Samgurali Tskhaltubo  | Estadio Tengiz Burjanadze, Gori    |
| 2021      | Saburtalo Tbilisi   | 1 - 0            | Samgurali Tskhaltubo  | Estadio Ramaz Shengelia, Kutaisi   |
| 2022      | Torpedo Kutaisi     | 2 - 0            | Lokomotivi Tbilisi II | Estadio de Batumi, Batumi          |
| 2023      | Saburtalo Tbilisi   | 1 - 0            | Dinamo Batumi         | Estadio Mikheil Meskhi, Tbilisi    |
| 2024      | FC Spaeri           | 2 - 2 (5-4 pen.) | Dinamo Tbilisi        | Estadio Mikheil Meskhi, Tbilisi    |

## Títulos por club desde 1990
| Club                     | Títulos | Años campeón                                                                 | 2º | Años subcampeón              |
| ------------------------ | ------- | ---------------------------------------------------------------------------- | -- | ---------------------------- |
| FC Dinamo Tbilisi        | 13      | 1992, 1993, 1994, 1995, 1996, 1997, 2003, 2004, 2009, 2013, 2014, 2015, 2016 | 3  | 1998, 2010, 2024             |
| FC Torpedo Kutaisi       | 5       | 1999, 2001, 2016, 2018, 2022                                                 | 5  | 2000, 2002, 2004, 2011, 2017 |
| FC Lokomotivi Tbilisi    | 3       | 2000, 2002, 2005                                                             | 2  | 2001, 2019                   |
| FC Saburtalo Tbilisi     | 3       | 2019, 2021, 2023                                                             | -  | -----                        |
| FC Ameri Tbilisi †       | 2       | 2006, 2007                                                                   | 1  | 2008                         |
| FC Gagra                 | 2       | 2011, 2020                                                                   | 1  | 2018                         |
| FC Dinamo Batumi         | 1       | 1998                                                                         | 5  | 1993, 1995, 1996, 1997, 2023 |
| FC Zestafoni             | 1       | 2008                                                                         | 4  | 2005, 2006, 2007, 2012       |
| FC Chikhura Sachkhere    | 1       | 2017                                                                         | 2  | 2013, 2014                   |
| FC Guria Lanchkhuti      | 1       | 1990                                                                         | -  | -----                        |
| WIT Georgia Tbilisi      | 1       | 2010                                                                         | -  | -----                        |
| FC Dila Gori             | 1       | 2012                                                                         | -  | -----                        |
| FC Spaeri                | 1       | 2024                                                                         | -  | -----                        |
| FC Samgurali Tskhaltubo  | -       | -----                                                                        | 3  | 1999, 2020, 2021             |
| FC Tskhumi Sukhumi       | -       | -----                                                                        | 2  | 1990, 1992                   |
| FC Olimpi Rustavi        | -       | -----                                                                        | 2  | 1994, 2009                   |
| FC Sioni Bolnisi         | -       | -----                                                                        | 2  | 2003, 2016                   |
| FC Samtredia             | -       | -----                                                                        | 1  | 2015                         |
| FC Merani Martvili       | -       | -----                                                                        | 1  | 2016                         |
| FC Lokomotivi Tbilisi II | -       |                                                                              | 1  | 2022                         |

- † Equipo desaparecido.